# Benjamin Apthorp Gould

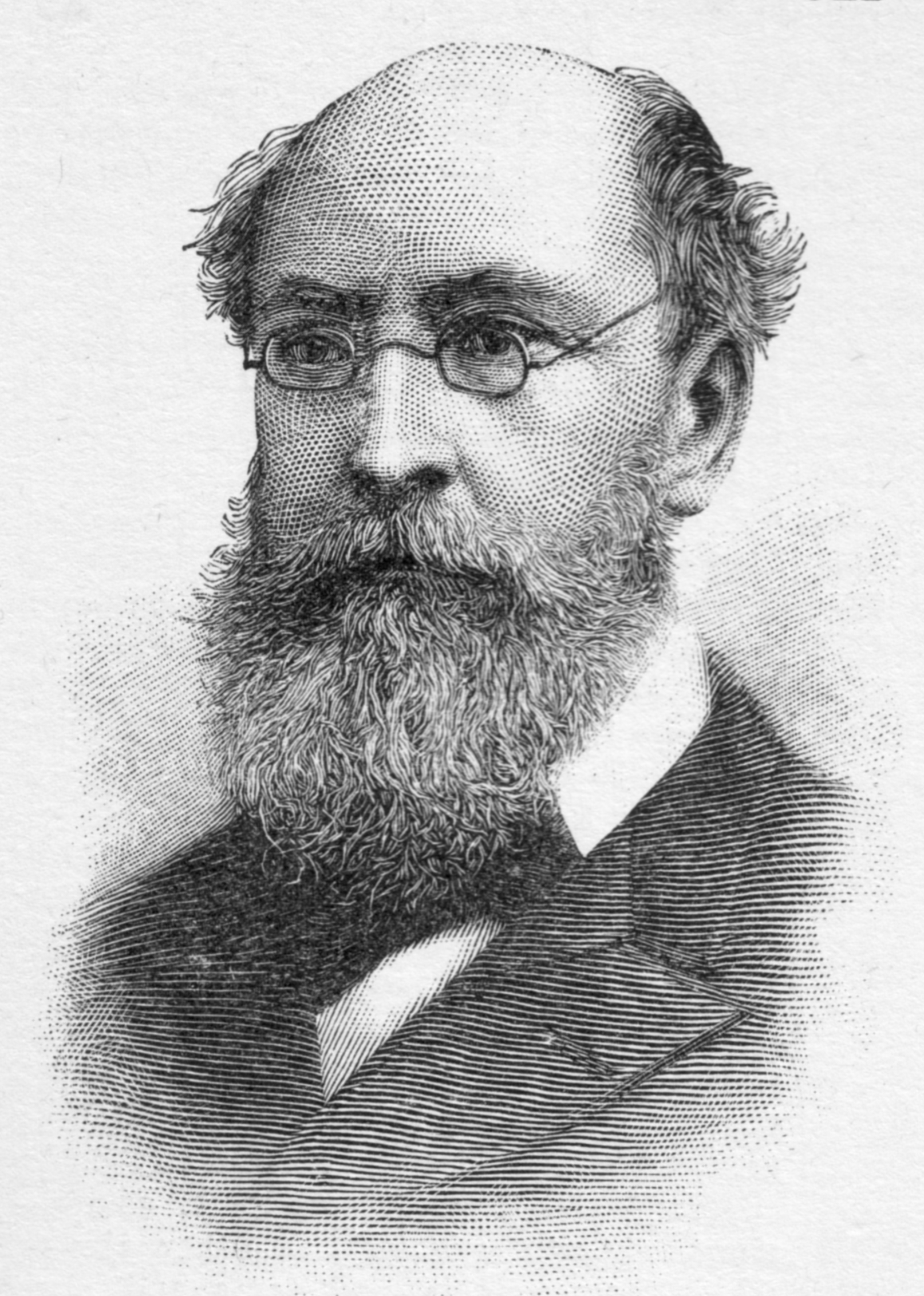
Benjamin Apthord Gould

Benjamin Apthorp Gould (* 27. September 1824 in Boston; † 26. November 1896 in Cambridge, Massachusetts) war ein US-amerikanischer Astronom, der lange Zeit auch in Argentinien wirkte.

## Leben und Werk
Nach seinem Studienabschluss an der Universität Harvard 1844 wurde er 1848 an der Universität Göttingen promoviert. 1847 wurde er in die American Academy of Arts and Sciences und 1851 in die American Philosophical Society gewählt, 1863 gehörte er zu den Gründungsmitgliedern der National Academy of Sciences.
Gould begründete 1849 die renommierte Fachzeitschrift Astronomical Journal.
1866 führte er die erste Längenbestimmung zwischen Amerika und Europa mit Hilfe eines transatlantischen Kabels durch.
Er diente als Direktor des Dudley Observatory in Albany, New York von 1856 bis 1859. Von 1852 bis 1867 war er Direktor des Longitude Department des U.S. Coast Survey.
1868 wurde er der erste Direktor des Argentinischen National-Observatoriums (heute Observatorio Astronómico de Córdoba). In Argentinien kartierte er ausführlich den Südsternhimmel mit neu entwickelten photometrischen Verfahren. Das Ergebnis waren mehrere Sternkataloge, unter anderem 1879 seine Uranometria Argentina. Er blieb bis 1885 in Argentinien, dann kehrte er nach Cambridge, Massachusetts, zurück.

### Auszeichnung
Er erhielt 1883 die Goldmedaille der Royal Astronomical Society und 1887 die James Craig Watson Medal. Nach ihm benannt sind der Mondkrater Gould, der Asteroid (7808) Bagould und der Gouldsche Gürtel, eine großräumige Struktur in der solaren Nachbarschaft, die von Gould identifiziert wurde und noch heute Gegenstand intensiver Forschungen ist. Außerdem wurde er 1892 in den preußischen Orden Pour le Mérite für Wissenschaften und Künste als ausländisches Mitglied aufgenommen. 1867 wurde er zum korrespondierenden Mitglied der Göttinger Akademie der Wissenschaften gewählt. 1871 wurde er als korrespondierendes Mitglied in die Académie des sciences in Paris und 1875 in die Russische Akademie der Wissenschaften in Sankt Petersburg aufgenommen. Seit 1883 war er korrespondierendes Mitglied der Preußischen Akademie der Wissenschaften. 1891 wurde er zum auswärtigen Mitglied der Royal Society gewählt.

### Tod
Benjamin Apthorp Gould starb am 26. November 1896 in Cambridge, Massachusetts.